# Chevrolet Combo
El Chevrolet Combo es una furgoneta pequeña del fabricante estadounidense Chevrolet. Algunos de sus rivales actuales son los Fiat Doblò, Ford Connect, Peugeot Partner, Renault Kangoo y Volkswagen Caddy.
- Datos: Q21574012